# Acanthonevra vidua
Acanthonevra vidua
 es una especie de insecto del género Acanthonevra de la familia Tephritidae del orden Diptera. 

## Historia
Mario Bezzi la describió científicamente por primera vez en el año 1913.